# Palazzo in via Speranzella 123
Il palazzo in via Speranzella è un edificio di notevole pregio architettonico di Napoli, ubicato nell'omonima via al civico 123. Attualmente risulta vincolato dalla Soprintendenza.

## Descrizione
Il palazzo fu edificato nella seconda metà del XVI secolo.
Per la presenza della chiostrina comune agli affacci degli altri edifici del lotto indipendenti, l'immobile ha assunto l'aspetto tipico di una abitazione a pseudoschiera. La struttura ha subito probabilmente delle fusioni con altre abitazioni presenti nel lotto: ciò può essere dimostrato dalla facciata, nella quale si riscontrano ancora diversi portali di piccolissime dimensioni che, molto probabilmente, servivano l'accesso di vecchie case palazziate sviluppate con un modulo di 1x1 o di 1x2. La fusione può essere riconducibile al XVIII secolo, quando furono eseguite le decorazioni barocche.
Il fabbricato è caratterizzato dalla presenza del portale in piperno della metà del Cinquecento. Esso è posto in maniera asimmetrica rispetto all'asse centrale della facciata, ed è racchiuso entro il mezzanino composto da una fine decorazione in modanature che s'interrompono nella chiave di volta. Questi ultimi, attraverso cartigli di stucco, si collegano al piano superiore. La composizione della facciata è racchiusa dalla griglia delle decorazioni in stucco che incorniciano le finestre con un cartiglio e sormontate da una trabezione curva.

## Galleria d'immagini

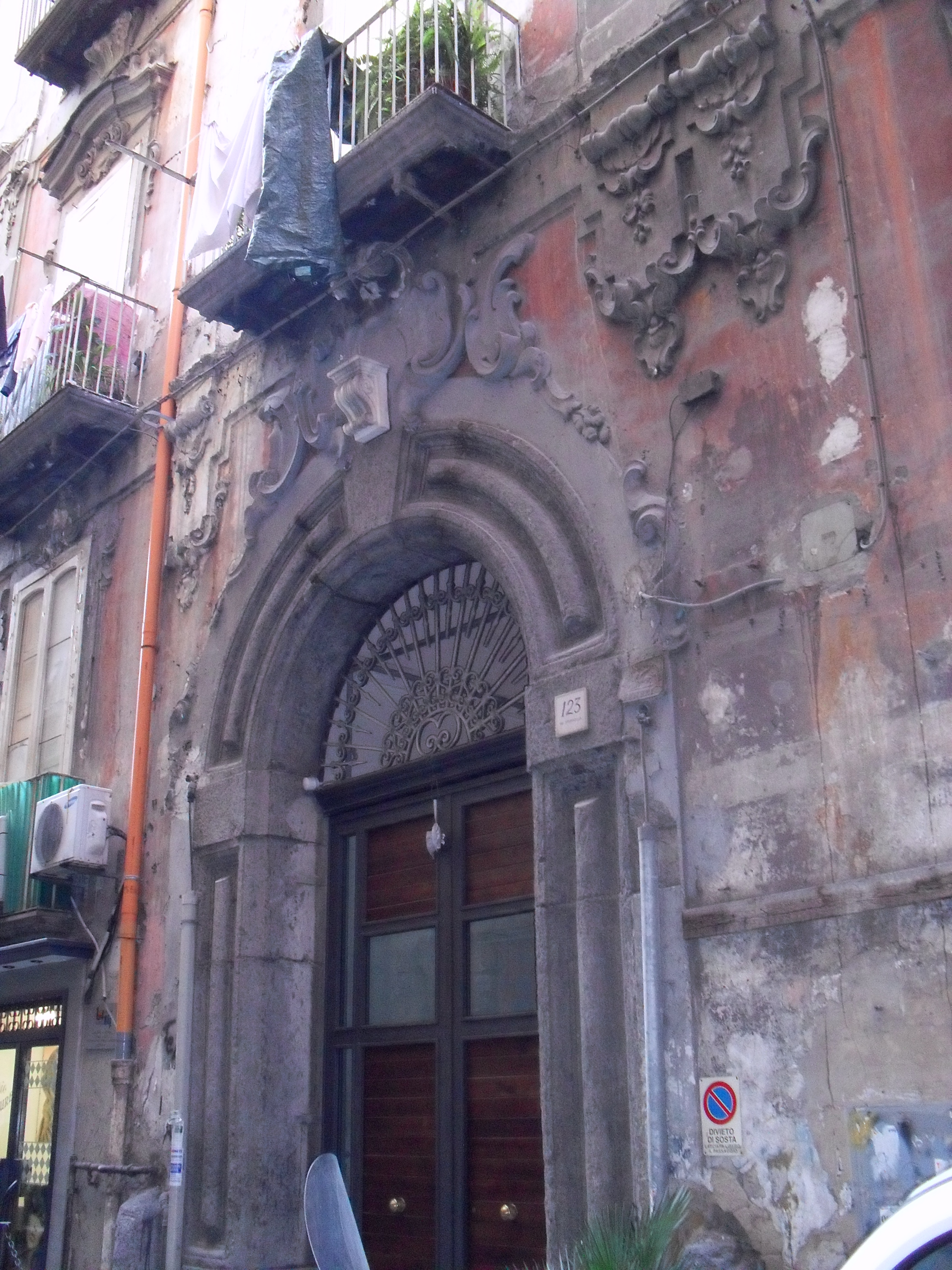
Portale
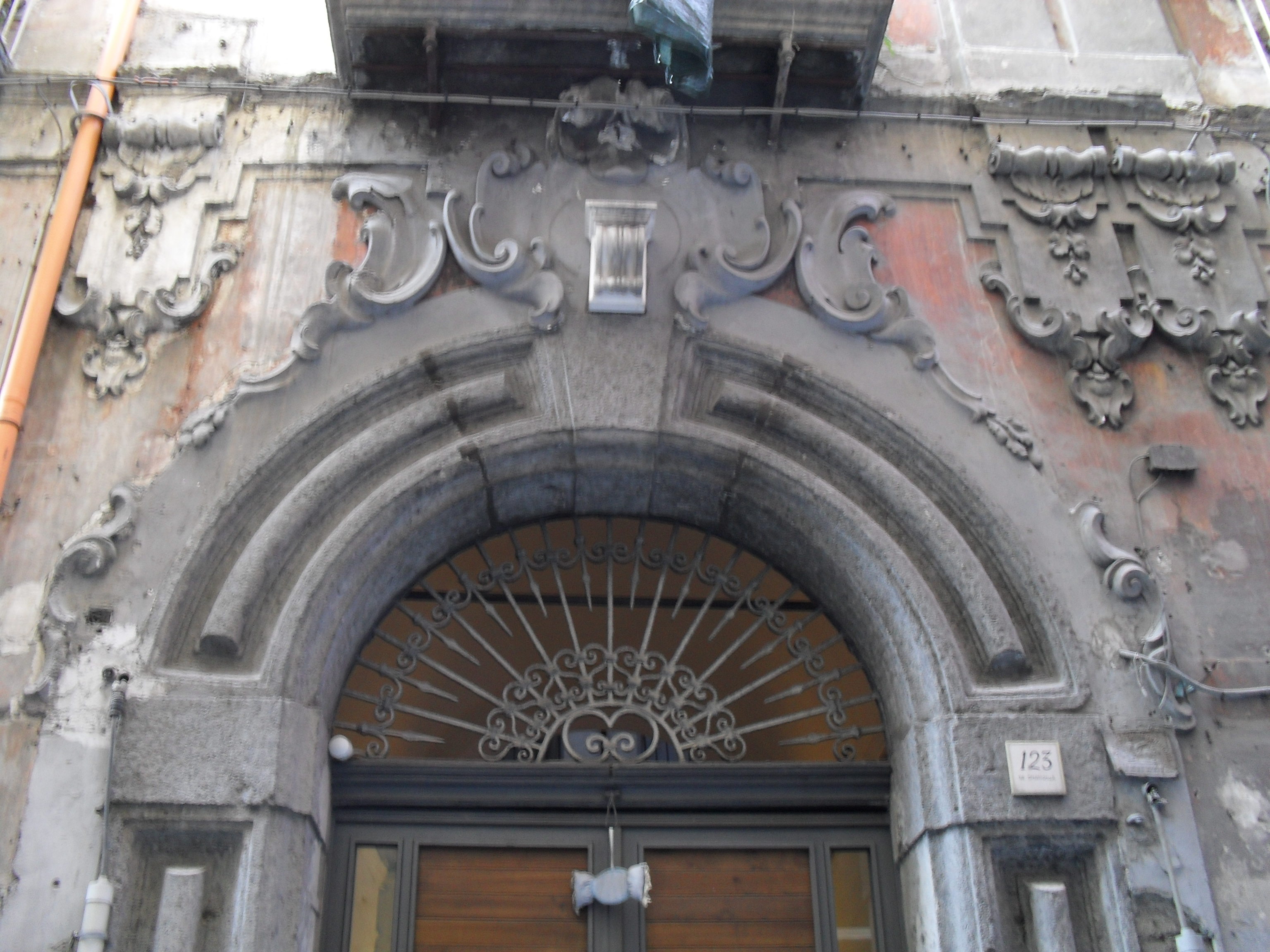
Parte superiore del portale